# Écho (acoustique)
Pour les articles homonymes, voir Écho.

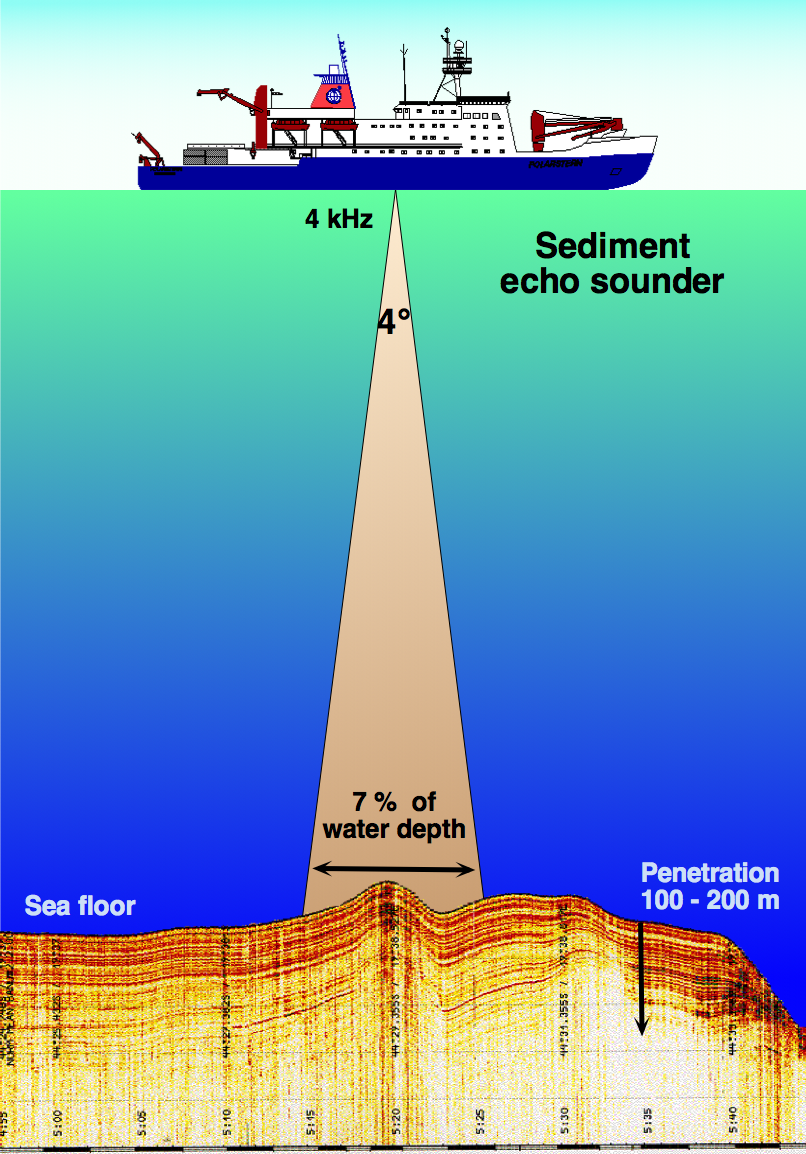
Cette illustration représente le principe d'échosondage des sédiments marins utilisant un faisceau étroit de haute énergie et de basse fréquence.

L’écho est un phénomène acoustique de réflexion du son. Ce nom provient de la nymphe éponyme de la mythologie grecque, censée incarner ce phénomène. Il peut être simulé en utilisant un dispositif nommé chambre d'écho ou delay. Un objet traité pour ne pas produire d'échos ou ne produisant pas d'échos est dit anéchoïque.
Si des réflexions multiples arrivent à un auditeur à partir d'un son émis et qu'il est incapable de faire la distinction entre les deux, le terme approprié est la réverbération.

## Principe
Un écho acoustique est le retour d'une onde sonore réfléchie par une discontinuité rencontrée dans le milieu de propagation. Celui-ci revient au point d'émission avec une amplitude différente du signal initial et avec un délai relié au temps aller-retour entre l'émetteur et la discontinuité. Les échos peuvent donc provenir de surfaces dures fixes comme les murs et les montagnes ou de cibles mobiles comme des navires ou des fœtus dans l'utérus de la mère.

### Distance et intensité minimale
Lors du traitement avec des fréquences audibles, l'oreille humaine ne peut distinguer un écho du son d'origine si le retard est inférieur à 1/15 de seconde. Avec une vitesse du son de 343 m/s à une température ambiante normale d'environ 25 °C ceci veut dire que l'onde sonore parcours 34,4 m pour aller de l'émetteur à la cible et revenir. L'objet réfléchissant doit être à plus de 17,2 m de la source sonore à cette température en divisant en deux pour obtenir la distance émetteur-cible. La détection de l'écho dépend aussi de l'énergie émise et de celle retournée. L'intensité de l'écho est fréquemment mesurée en dB du niveau de pression acoustique de l'écho par rapport à l'onde émises.
Les détecteurs acoustiques comme ceux des sonars sont beaucoup plus sensibles et peuvent détecter des échos plus faibles et plus proches.

### En musique
L’écho est très utilisé en musique par les instrumentistes, chanteurs et professionnels du mixage sonore. La plupart du temps, il s'agit d'un effet audio de delay recréé de manière analogique ou numérique. Il permet de placer une source audio dans un espace sonore. 

## échaea / échæa
(apparenté à echo, du grec ancien ἠχεῖα, êkheía « caisses de résonance »).
La fonction des échæa est similaire à un piège à basse moderne. Les échæa ont été utilisés dans les anciens théâtres grecs pour améliorer les voix des artistes par la résonance. Ils étaient généralement en bronze, mais étaient aussi (plus économique) de terre cuite.
« Les échæa étaient des vases d’airain soutenus dans de petites cellules par des coins de fer, sans toucher à la muraille et disposés des sorte que la voix sortant de la bouche des acteurs comme d’un centre se portait circulairement vers les corridors ou paliers et venait frapper la concavité des vaisseaux qui renvoyaient le son plus fort et plus clair : il y avait jusqu’à trois rangs de 26 échæa dans les grands théâtres. » [Nicolas Edme Rétif de La Bretonne, la Mimographe, p. 410] voir aussi l'Encyclopédie de Diderot tome XIV à l’entrée ‘Théâtre de Marcellus’
Les échæa ont été utilisés en « tenant dûment compte des lois de la physique et de l'harmonie », selon l'écrivain romain Vitruve. La résonance dans les vases améliore les fréquences essentielles de la voix des acteurs et les bruits de l’auditoire sont par contre absorbés ; l’acoustique du théâtre est modifiée avec pour effet une voix plus claire et plus puissante des acteurs. La taille et la forme du théâtre détermine le nombre d’échæa utilisées et leur position à l'intérieur.
Amplification ou assourdissement des bruits parasites ? Il y a débat sur l’utilisation des deux principes à l'époque romaine. Thomas Noble Howe a écrit dans son commentaire sur dix livres sur l'architecture de Vitruve : « Ces vaisseaux, en bronze ou argile, sont peut-être une singularité de Vitruve concernant une caractéristique très technique de l'architecture grecque qui était rare, quoiqu’on ait repéré entre huit et seize sites contenant potentiellement des échæa. On peut se demander si ces vaisseaux servaient à amplifier ou amortir. »
Des dispositifs similaires ont été utilisés dans les premières églises. Certains ont été découverts dans le plafond voûté du chœur de la cathédrale de Strasbourg, ainsi que dans des mosquées datant du XIe siècle.

## Recherche en matière de maîtrise de l'écho
La maîtrise des ondes perçues par l'oreille humaine permettrait aussi de diminuer le bruit urbain en éliminant ou réduisant les bruits réverbérés.
Certains murs anti-bruit diminuent l'intensité de l'écho (absorption du bruit, par exemple dans une butte de terre), tout en renvoyant (via le pan incliné) l'onde sonore résiduelle vers l'atmosphère, vers la source de bruit et/ou vers une zone peu gênante pour l'homme.
La recherche porte notamment sur des systèmes d'annulation d'échos (pour par exemple améliorer la qualité sonore des téléconférences stéréophoniques, de débruitage et de « filtrage adaptatif » du bruit ambiant, ainsi que sur des matériaux ou structures ou systèmes de réponse au bruit (par exemple associé à des détecteurs et pilotés par des algorithmes) susceptibles de renvoyer moins d'écho, éventuellement « intelligent » ou « adaptatifs ».